# 莫特瑞許冰河
莫特瑞許冰河（Morteratsch Glacier）是瑞士貝爾尼納山脈中面积最大的冰川。截至1973年，莫特瑞許冰河的冰面面积约为16平方公里。在春季，冰川上會出現一条10公里长的滑雪雪道，有滑雪愛好者會在此滑雪。